# Maria Pawlikowska-Jasnorzewska
Maria Pawlikowska-Jasnorzewska (Cracovia, 24 novembre 1894 – Manchester, 9 luglio 1945) è stata una poetessa e drammaturga polacca.

## Biografia

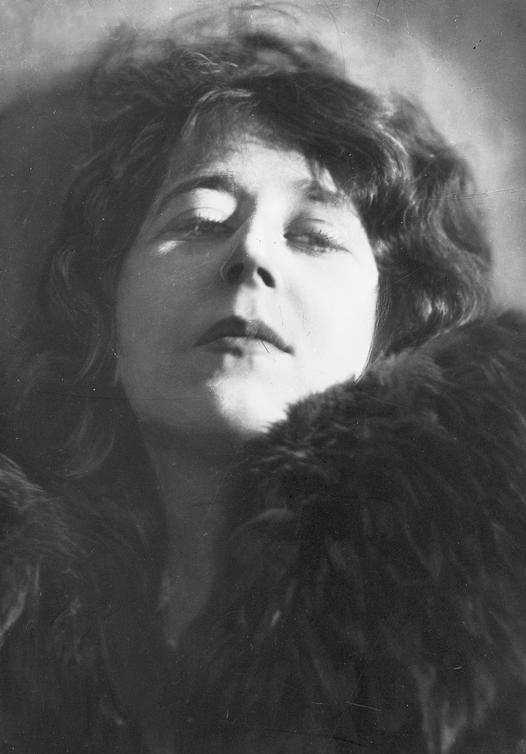
Maria Pawlikowska-Jasnorzewska

Figlia del pittore Wojciech Kossak e nipote del pittore Juliusz Kossak, Pawlikowska frequentò l'Accademia di Belle Arti di Cracovia ed effettuò privatamente studi di scienze naturali e di letteratura.
Anche se le sue poesie divisero la critica letteraria in due fazioni, generalmente i suoi lavori furono apprezzati.
Il suo esordio letterario avvenne nel 1922 con la raccolta intitolata Beatamante sognando; successivamente la poetessa si avvicinò al movimento dello "Skamander", che influenzò i suoi volumi Magia rosa (1924); Baci (1926); Dancing - Carnet di ballo (1927).
Nello stesso periodo debuttò come autrice teatrale, scrivendo la commedia Fratelli siamesi (1927), che fu la prima di una lunga serie di commedie, tra le quali si ricordano Le formiche (1936); Il premio letterario (1937).
Nel frattempo, due anni prima, ricevette il premio messo in palio dall'Associazione dei Letterati Polacchi, per la raccolta di poesie intitolata La ciurma addormentata (1933), con il quale toccò probabilmente il suo vertice creativo.
Quando esplose la seconda guerra mondiale, Pawlikowska fuggì dapprima in Romania, poi in Francia ed infine in Inghilterra, dove morirono prima il padre poi la madre e lei stessa si ammalò gravemente. In questi anni collaborò con riviste riguardanti i temi della immigrazione polacca nell'Europa e nel mondo.
Tra le sue tematiche preferite delle sue poesie vi sono il destino dell'uomo, la felicità sfuggente, gli eventi della natura.
Venne ribattezzata la "Saffo polacca", e non a caso uno dei suoi lavori più riusciti fu proprio Rose per Saffo.

## Opere

### Poesie
- Beatamante sognando (1922);
- Magia rosa (1924);
- Baci (1926);
- Dancing - Carnet di ballo (1927);
- La ciurma addormentata (1933);
- Rose per Saffo.

### Commedie
- Fratelli siamesi (1927);
- Le formiche (1936);
- Il premio letterario (1937).